# Raúl Díaz (trompista)
Raúl Díaz es un músico, profesor y trompista venezolano.

## Biografía
Estudia en los conservatorios Emilio Sojo y Simón Bolívar, especializándose y expandiéndose profesionalmente durante varios años por toda Sudamérica.
En 1983 continúa sus estudios musicales en Inglaterra en la  Escuela de Guildhall de Música y Drama donde es enseñado por los maestros Anthony Halstead y Jeffrey Bryant. En este periodo gana diversos premios como el "Philip Jones Brass Prize" e, inspirado por Anthony Halstead, comienza a interesarse por la trompa natural y la trompa barroca.
Desde que termina los estudios compagina una variada experiencia profesional en trompa moderna y natural tocando en diversas orquestas como la Royal Philharmonic Orchestra, Philharmonia Orchestra, Academia de música antigua, English Concert, Orquesta de la Revolucionaria y Romántica, Le Concert des Nations, Hanover Band y Orquesta del Teatro de Drottningholm.
Raúl Díaz trabajó también como profesor en la Escuela de Guildhall de Música y Drama y ha sido invitado a impartir cursos en España, Italia, Suiza, Polonia, Alemania, Indonesia, Filipinas, Norteamérica y Sudamérica.